# Plaque d'immatriculation camerounaise

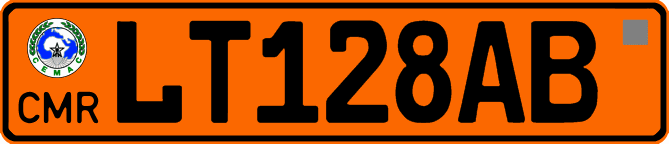
Une plaque camerounaise type.

La plaque d’immatriculation au Cameroun permet, comme tous les types de plaques minéralogiques, d’identifier les véhicules. 

## Plaques sécurisées de la CEMAC
Le 3 août 2001, les pays membres de la Communauté économique et monétaire de l'Afrique centrale (CEMAC) – Cameroun, Gabon, Tchad, République centrafricaine, République du Congo, Guinée équatoriale – décident de mettre en circulation des plaques d’immatriculation sécurisées portant le sigle du pays et le logo de la CEMAC. Elles sont reliées à une base de données qui permet aux forces de sécurité des pays membres (police, gendarmerie) et à la police internationale (Interpol) de mener des recherches, notamment en cas de vol. Les véhicules arborant ces plaques peuvent circuler librement à l’intérieur des pays membres sans avoir besoin de changer leur plaque.

## Système d'immatriculation actuel
Le numéro d'immatriculation des véhicules civils est composé de deux lettres désignant la région où est domicilié le propriétaire du véhicule et d'un numéro alphanumérique symbolisant la série :
- AD : Région de l'Adamaoua
- CE : Région du Centre
- EN : Région de l'Extrême-Nord
- ES : Région de l'Est
- LT : Région du Littoral
- NO : Région du Nord
- NW : Région du Nord-Ouest
- OU : Région de l'Ouest
- SU : Région du Sud
- SW : Région du Sud-Ouest

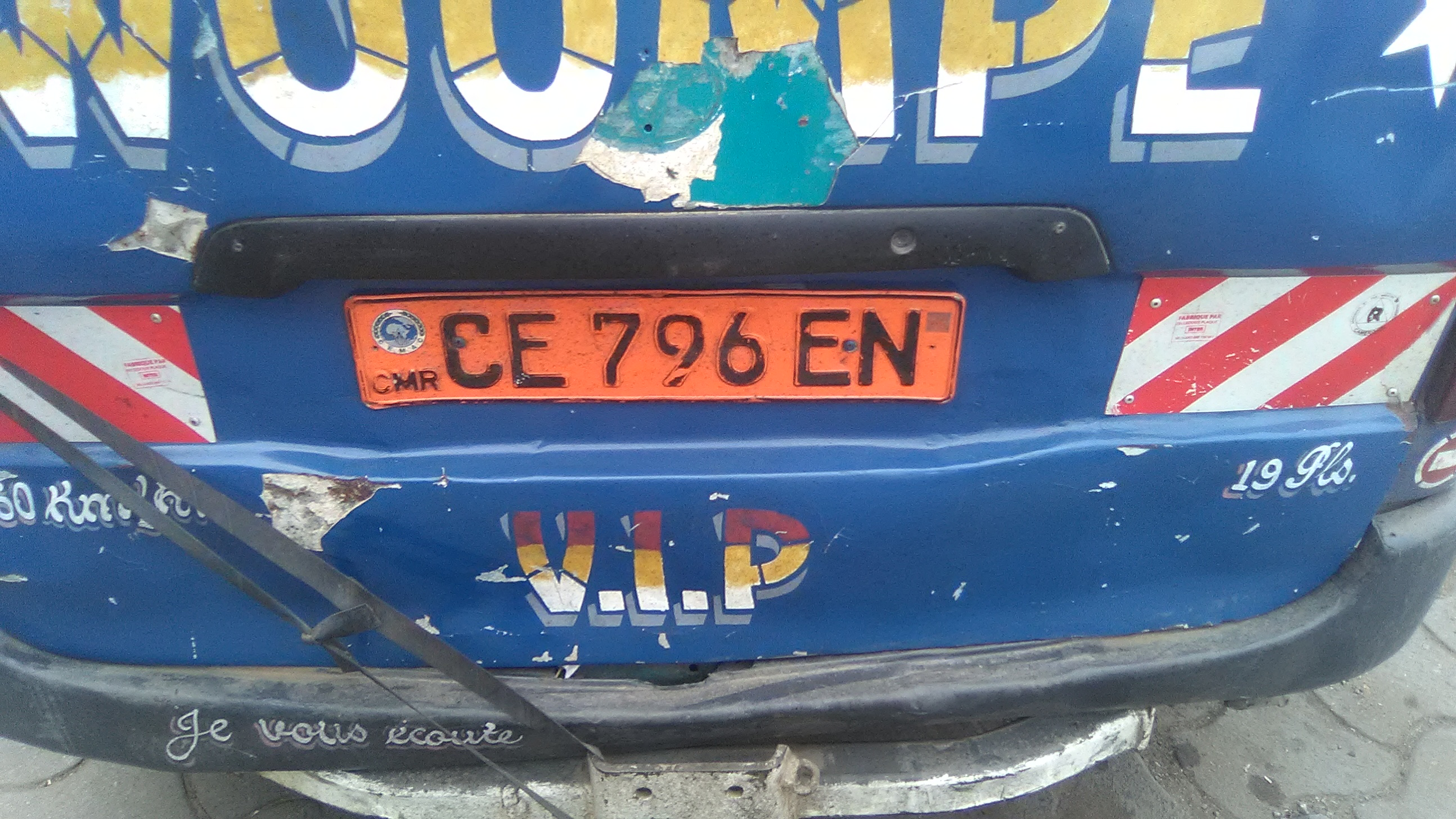
CE : Région du Centre.
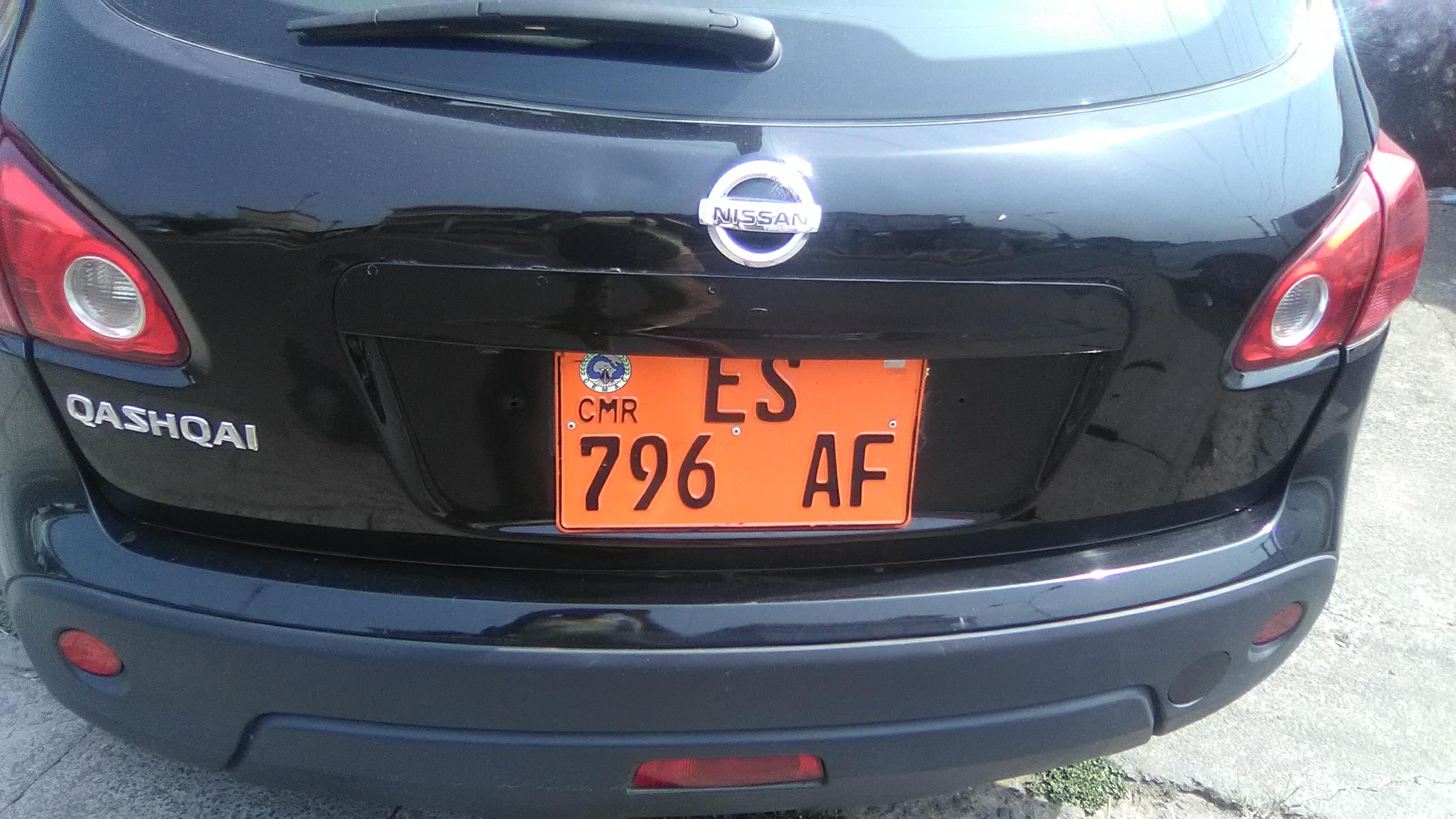
ES : Région de l'Est
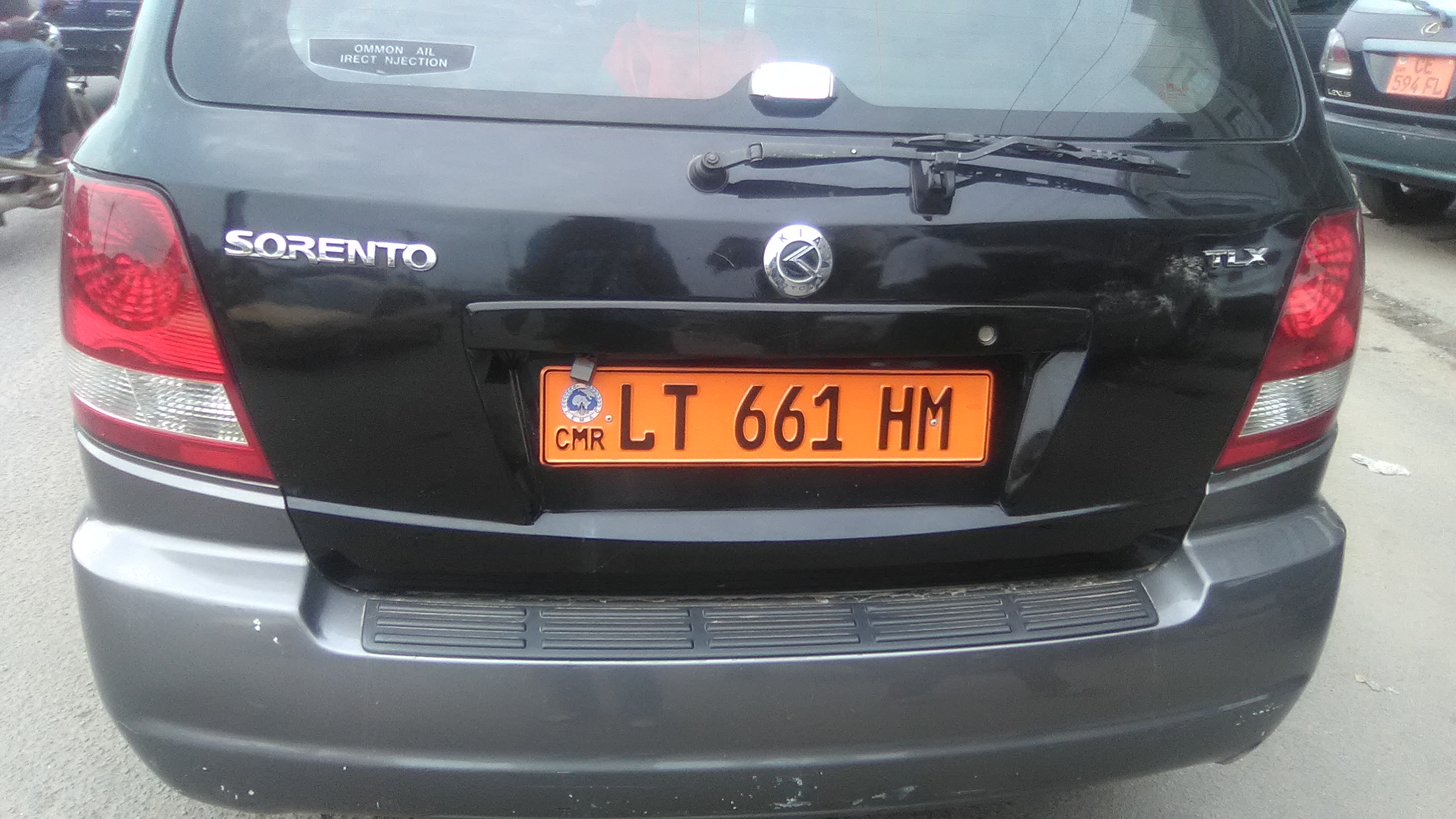
LT : Région du Littoral.
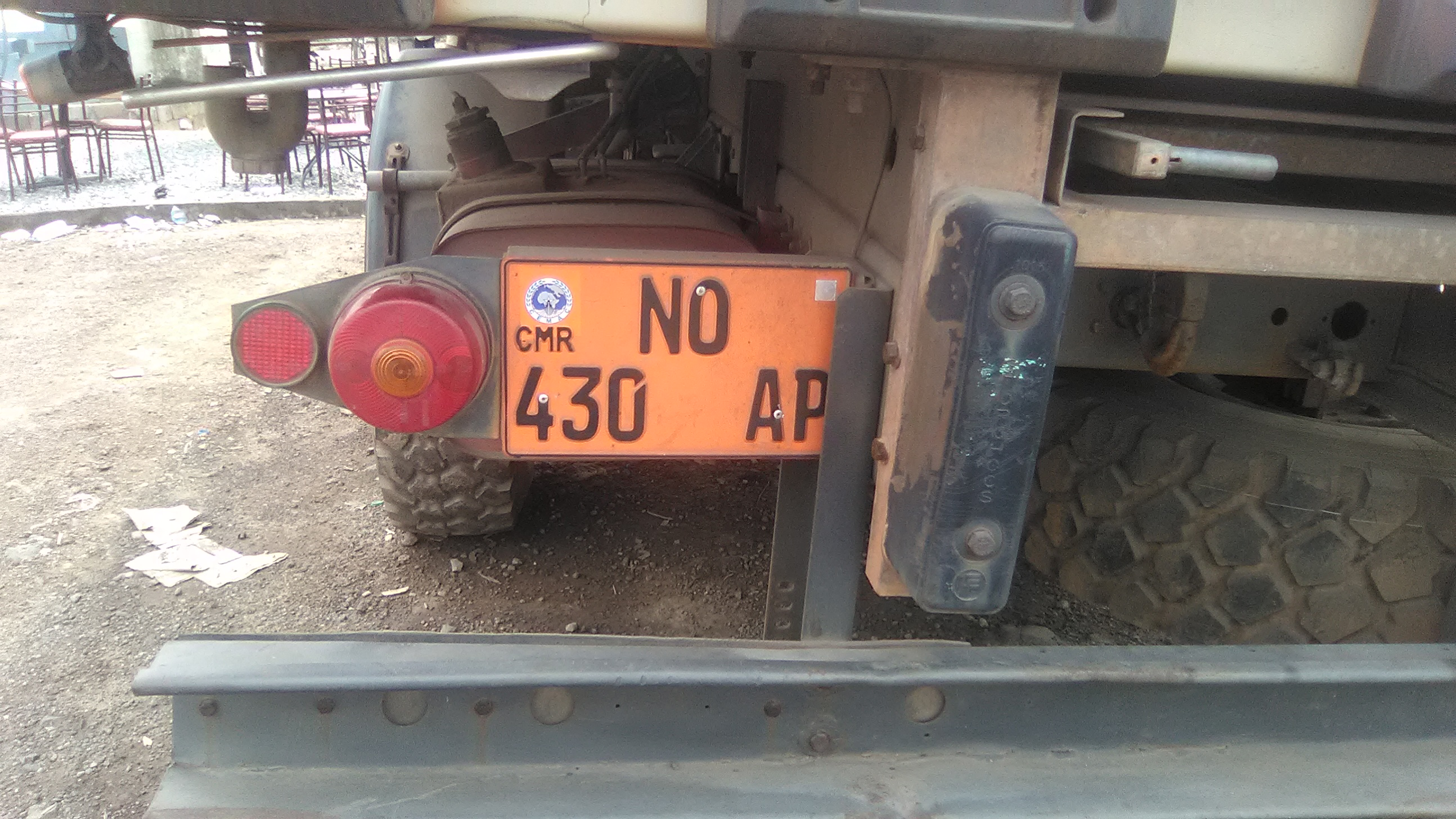
NO : Région du Nord.
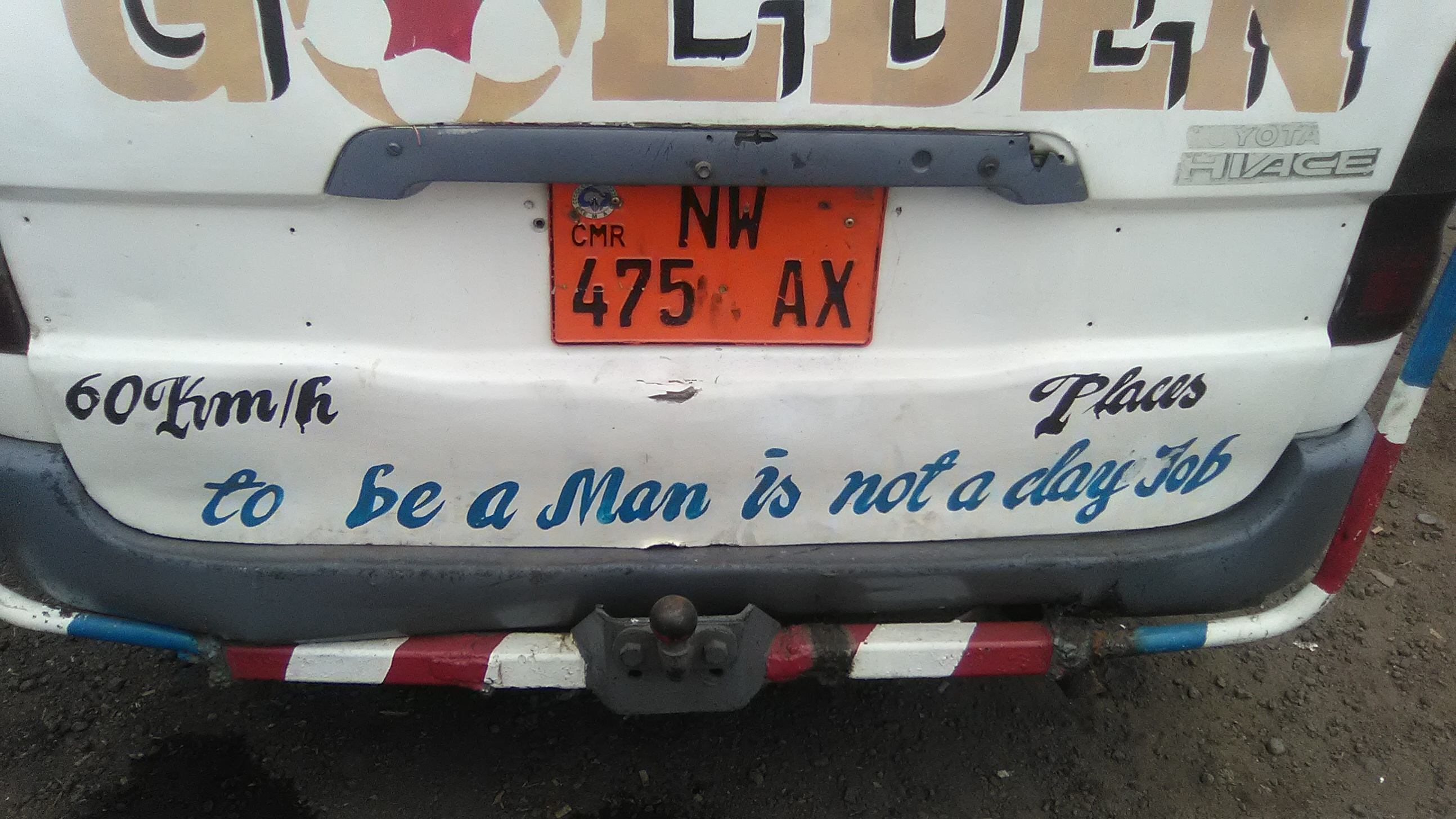
NW : Région du Nord-Ouest.
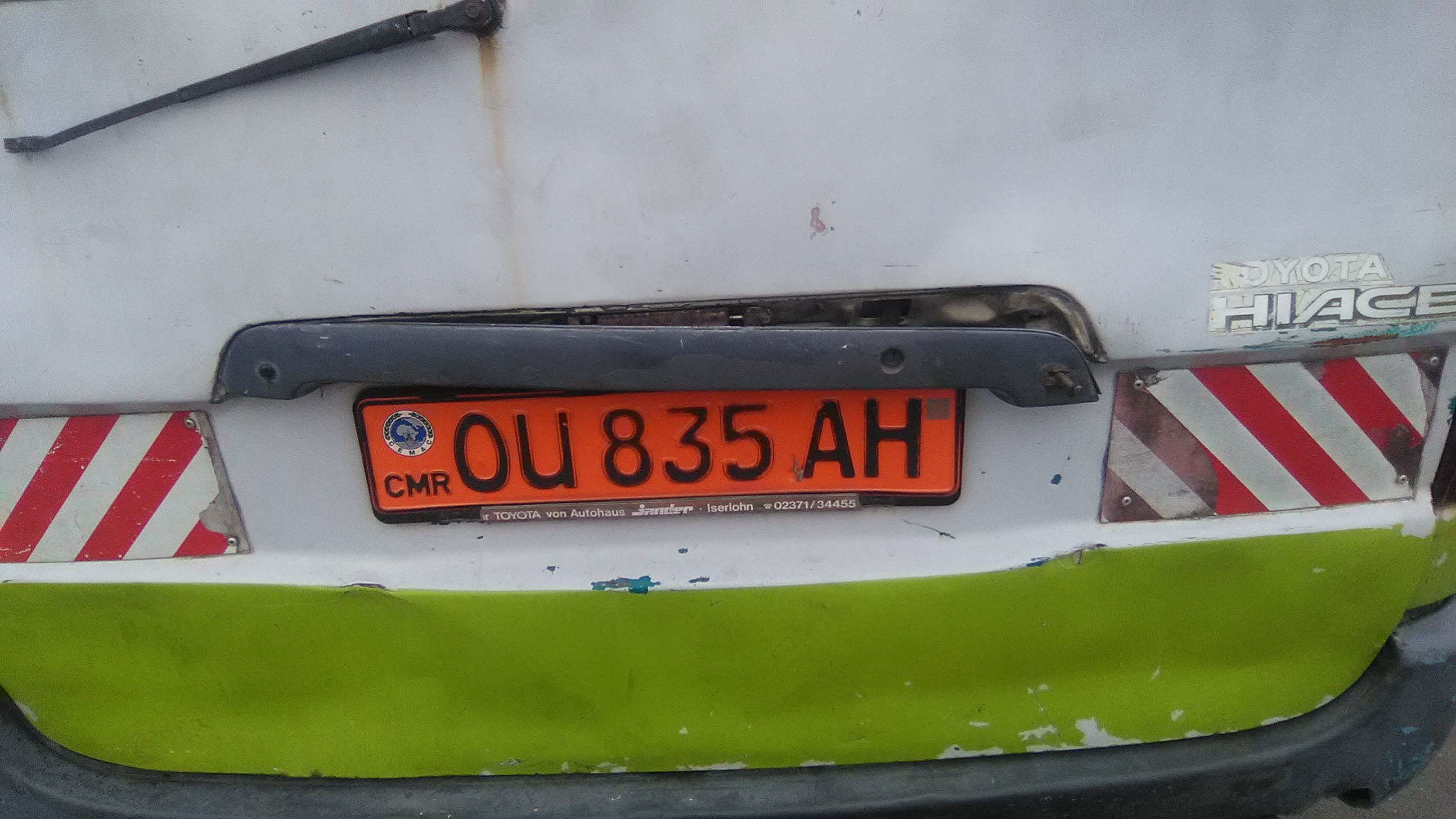
OU : Région de l'Ouest.
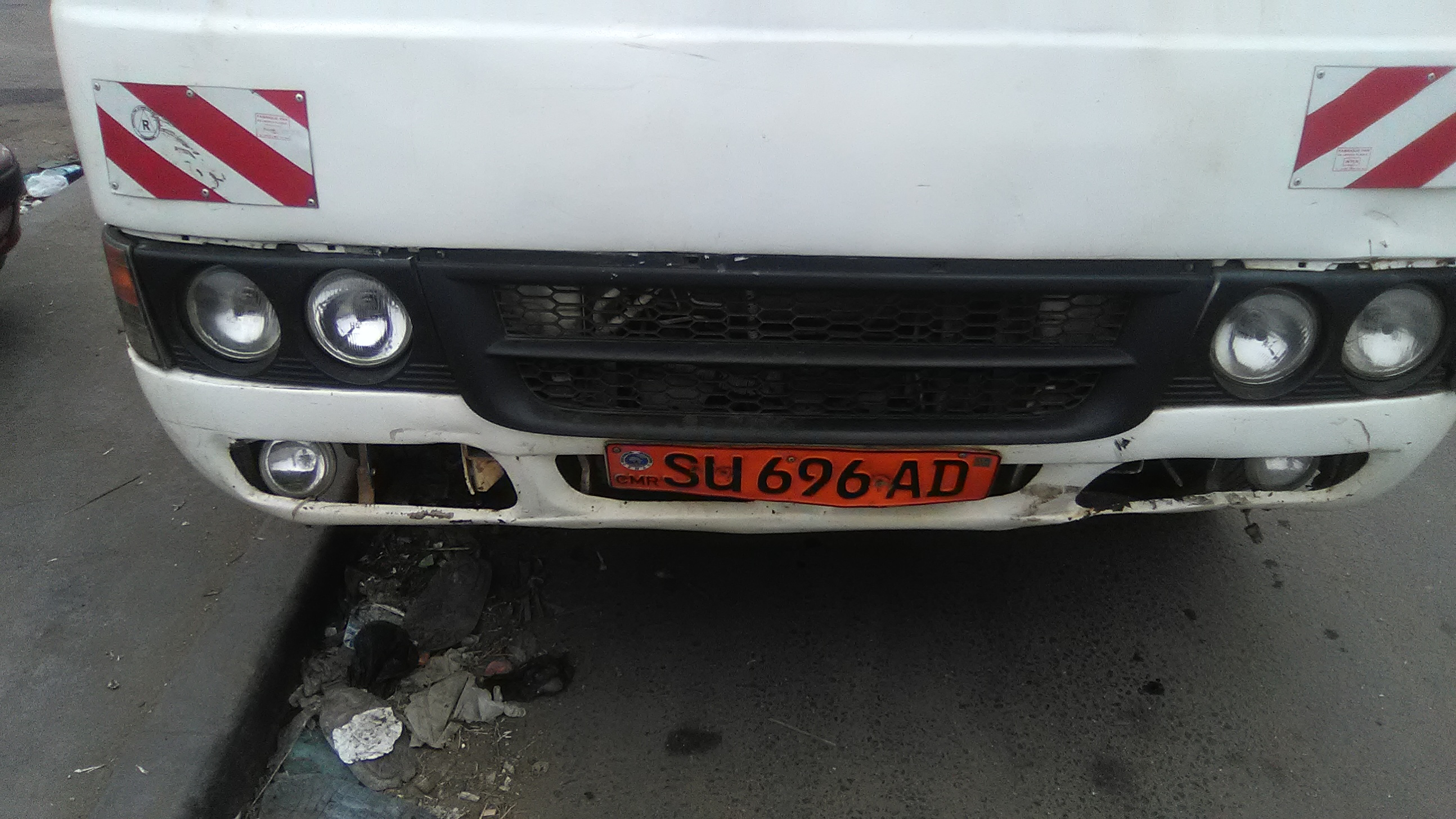
SU : Région du Sud.
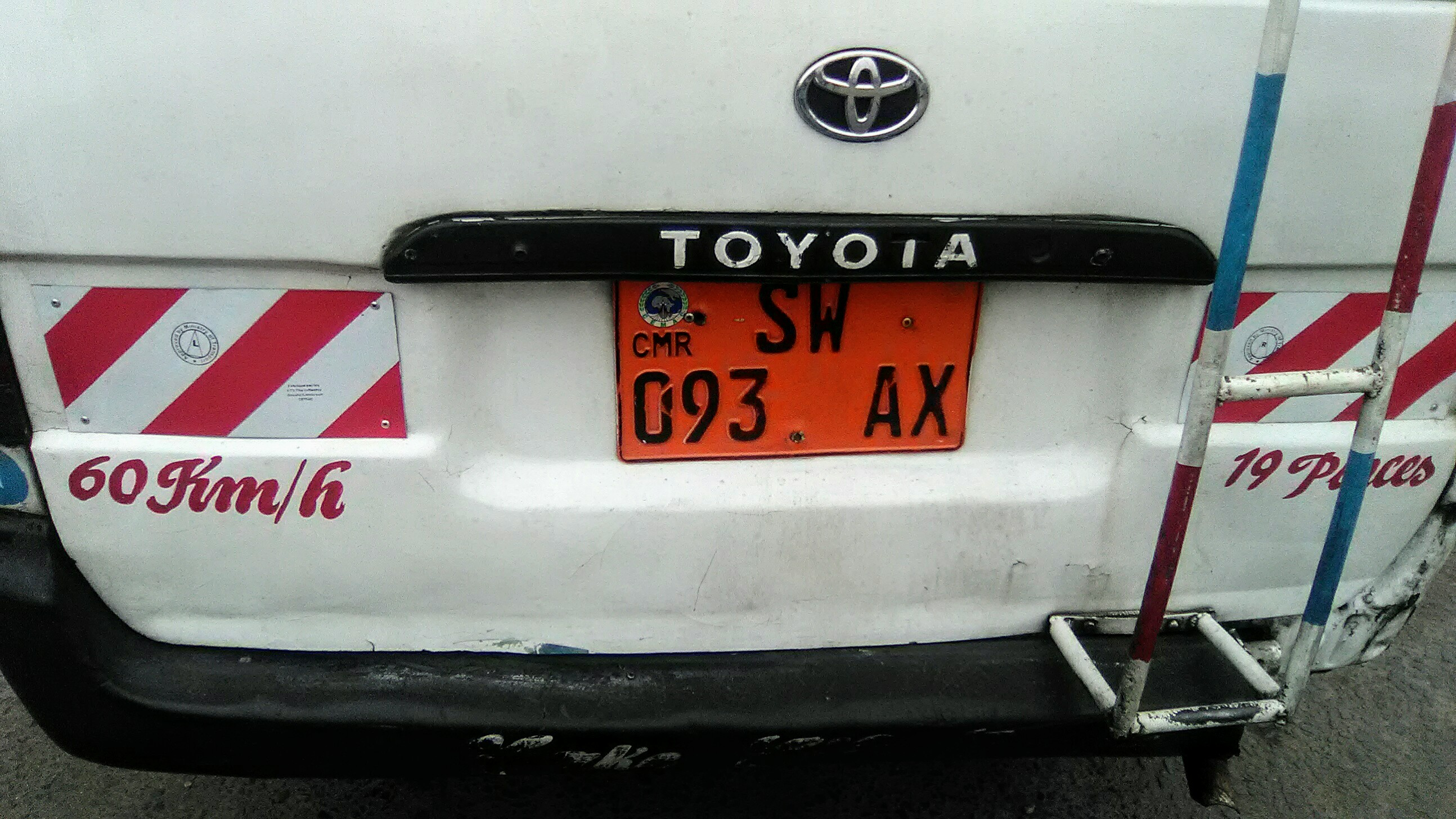
SW : Région du Sud-Ouest.

Cas particuliers
Le code IT (plaque orange) désigne une immatriculation temporaire.
Les véhicules diplomatiques sont dotés de plaques sur fond vert. La série CMD est utilisée pour le véhicule de fonction du Chef de mission diplomatique.

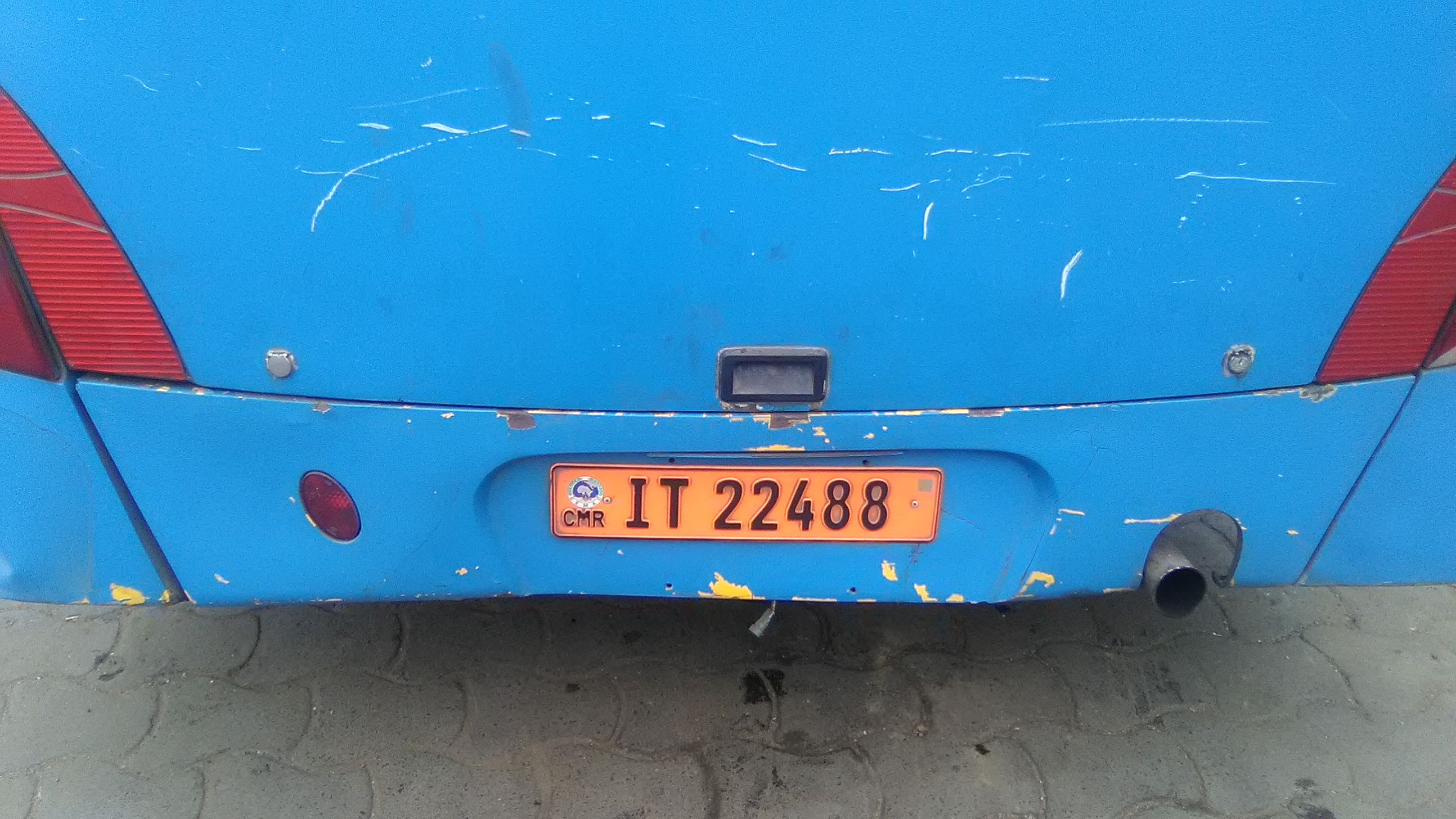
IT : Immatriculation temporaire.
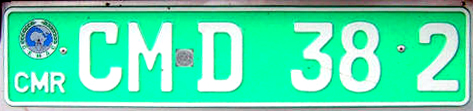
CMD : Chef de mission diplomatique.
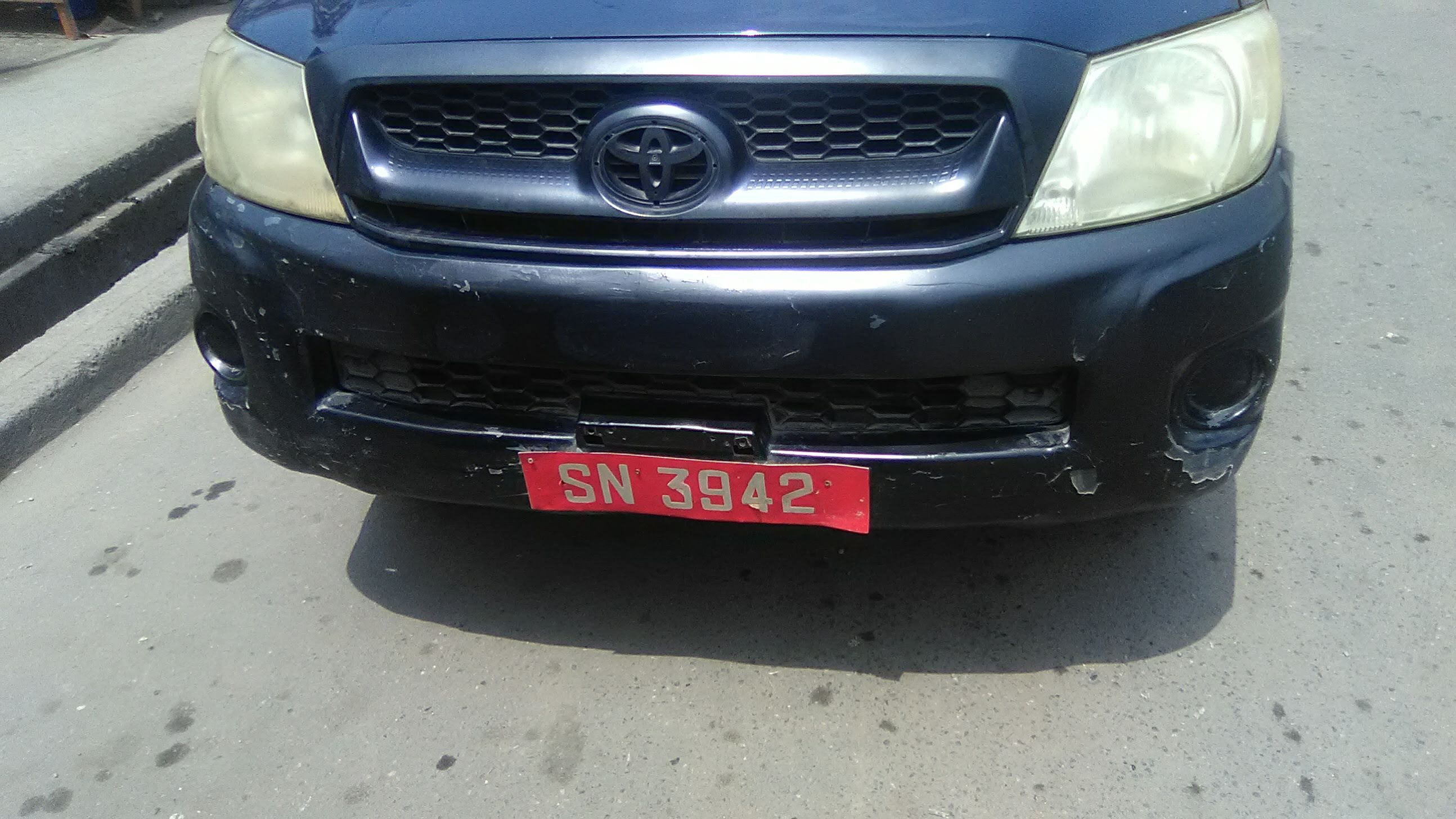
SN : Sûreté nationale (Police).
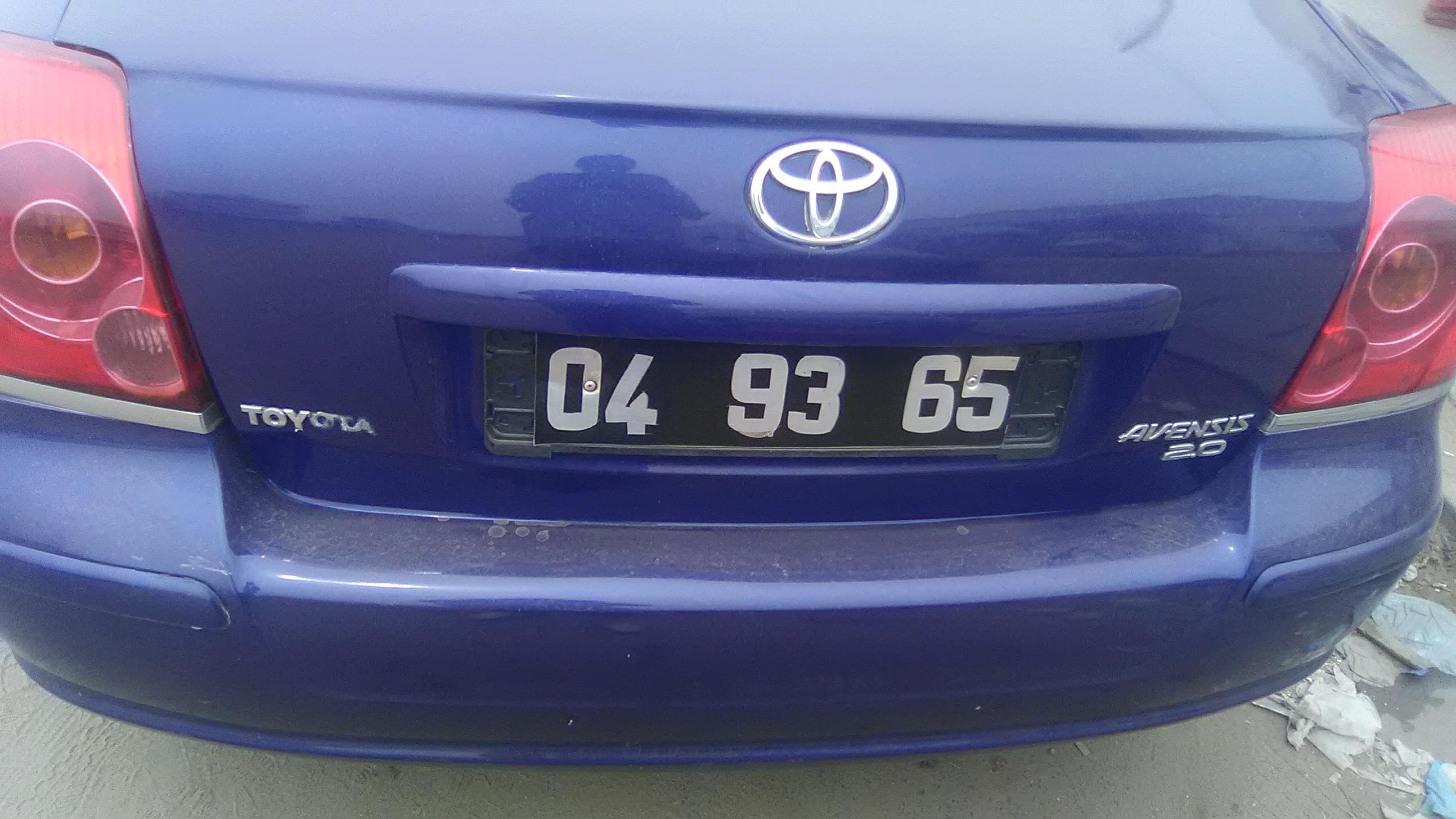
Véhicule non encore immatriculé.